# Rodzina Kostiukewyczów
Rodzina Kostiukewyczów – ukraińska rodzina, która podczas okupacji niemieckiej uratowała czterech Żydów, za co została uhonorowana tytułami Sprawiedliwych wśród Narodów Świata. Czterech z siedmiu członków rodziny zostało zamordowanych przez ukraińskich nacjonalistów.

## Rodzina
Rodzina Kostiukewyczów składała się z następujących osób:
- Konona (ur. 1880, zm. 1945) – prowadził położone na uboczu gospodarstwo rolne we wsi Jeziory Wielkie na Polesiu. Zajmował się również kowalstwem[1]
- Stepanidy[2] (ur. 1887, zm. 1944) – żona Konona, z którym miała pięcioro dzieci[1]:
  - Ołeksandra (ur. 1920)
  - Łukasza (ur. 1922)
  - Odarki[3] (ur. 1924, zm. 1944)
  - Ołeksija[4] (ur. 1927, zm. 1944)
  - Fedira[5] (ur. 1932, zm. 1944)

Najstarsi synowie (Ołeksandr i Łukasz) ożenili się podczas okupacji niemieckiej i przenieśli się do miejscowości Ozeri.

## Ukrywanie Żydów
W drugiej połowie 1942 roku Kostiukewyczowie zaczęli wspomagać żywnością Żydów, którzy ukrywali się w okolicznych lasach. Gdy zrobiło się zimniej, wzięli pod swój dach 12-letniego Naftalego Turoka, syna kowala z Karasina, który ocalał jako jedyny ze swojej rodziny. Później u Kostiukewyczów zamieszkali Josef Wolf i Zwi Burko, którzy pomagali Kononowi w warsztacie. Początkowo mieszkali oni na strychu, a później w szopie. Czwartym Żydem, któremu rodzina udzieliła pomocy, był Josef Perelstein. Żydzi doczekali w ukryciu do zajęcia tych terenów przez Armię Czerwoną w styczniu 1944 roku.

## Mord
Gdy Żydzi wyszli z ukrycia, fakt udzielania im pomocy przez Kostiukewyczów stał się powszechnie znany. Konon Kostiukewycz uznał, że z tego powodu bezpieczeństwo jego rodziny może być zagrożone ze strony banderowców i pojechał do Sarn, by znaleźć tam mieszkanie, w którym rodzina mogłaby przeczekać zagrożenie. W tym czasie ukraińscy nacjonaliści otoczyli jego gospodarstwo i zamordowali wszystkich członków jego rodziny, którzy mieszkali w Jeziorach Wielkich – Stepanidę, Odarkę, Ołeksija i Fedira.
W 1945 roku Konon zmarł na tyfus.

## Upamiętnienie
W 2005 roku Instytut Jad Waszem uhonorował wszystkich członków rodziny Kostiukewyczów (Konona, Stepanidę, Ołeksandra, Łukasza, Odarkę, Ołeksija i Fedira) tytułami Sprawiedliwych wśród Narodów Świata.